# 掠奪性訂價
掠奪性訂價（英語：Predatory pricing），即以本傷人，是指產品廠商或服務提供者刻意地以低於生產成本的價格來銷售該產品或服務，以期能排擠市場上的其他競爭對手，並達成控制市場的目的，然後再提高價格。掠奪性訂價是割喉戰常使用的手段。
另一種將商品價格訂得比成本還低的手段是損失領導物。